# Auguste Fabre
Pour les articles homonymes, voir Fabre.
Auguste Fabre est un homme politique et magistrat français, né le 13 avril 1820 à Compeyre (Aveyron) et mort le 15 janvier 1878 aux Matelles (Hérault).

## Biographie
Il est le fils de Jean Antoine Fabre, notaire royal, et de Sophie Antoinette Affre.
De 1854 à 1862, il est président du tribunal civil d'Alès.

## Mandats
- Maire de Nîmes (1865-1867)
- Député du Gard (1864-1868)